# Scris / Nescris
Scris / Nescris este un film românesc din 2016 regizat de Adrian Silișteanu. Rolurile principale au fost interpretate de actorii Sorin Mihai, Elena Ursaru, Alina Șerban.

## Distribuție
Distribuția filmului este alcătuită din:
- Teodora Sandu
- Elena Ursaru
- Sorin Mihai — bunicul
- Alina Șerban — Babisa
- Claudiu Dumitru